# Aechmea bahiana
Aechmea bahiana är en gräsväxtart som beskrevs av Lyman Bradford Smith. Aechmea bahiana ingår i släktet Aechmea och familjen Bromeliaceae. Inga underarter finns listade i Catalogue of Life.